# Tom Cox (homme politique britannique)
Thomas Michael Cox (19 janvier 1930 - 2 août 2018) est un homme politique du parti travailliste britannique qui est député de Wandsworth Central de 1970 à 1974, puis de Tooting de 1974 à 2005.

## Biographie
Cox fait ses études dans une école publique et à la London School of Economics.
Il est conseiller municipal du conseil municipal de Fulham de 1960 à 1965, et conseiller du quartier de Halford dans le quartier londonien de Hammersmith et Fulham de 1964 à 1967, tout en siégeant à l'Inner London Education Authority.
Avant d'être élu pour Wandsworth Central en 1970, il s'est présenté sans succès à Stroud en 1966. Il est whip dans les gouvernements Wilson et Callaghan.